# Uru-inim-gina

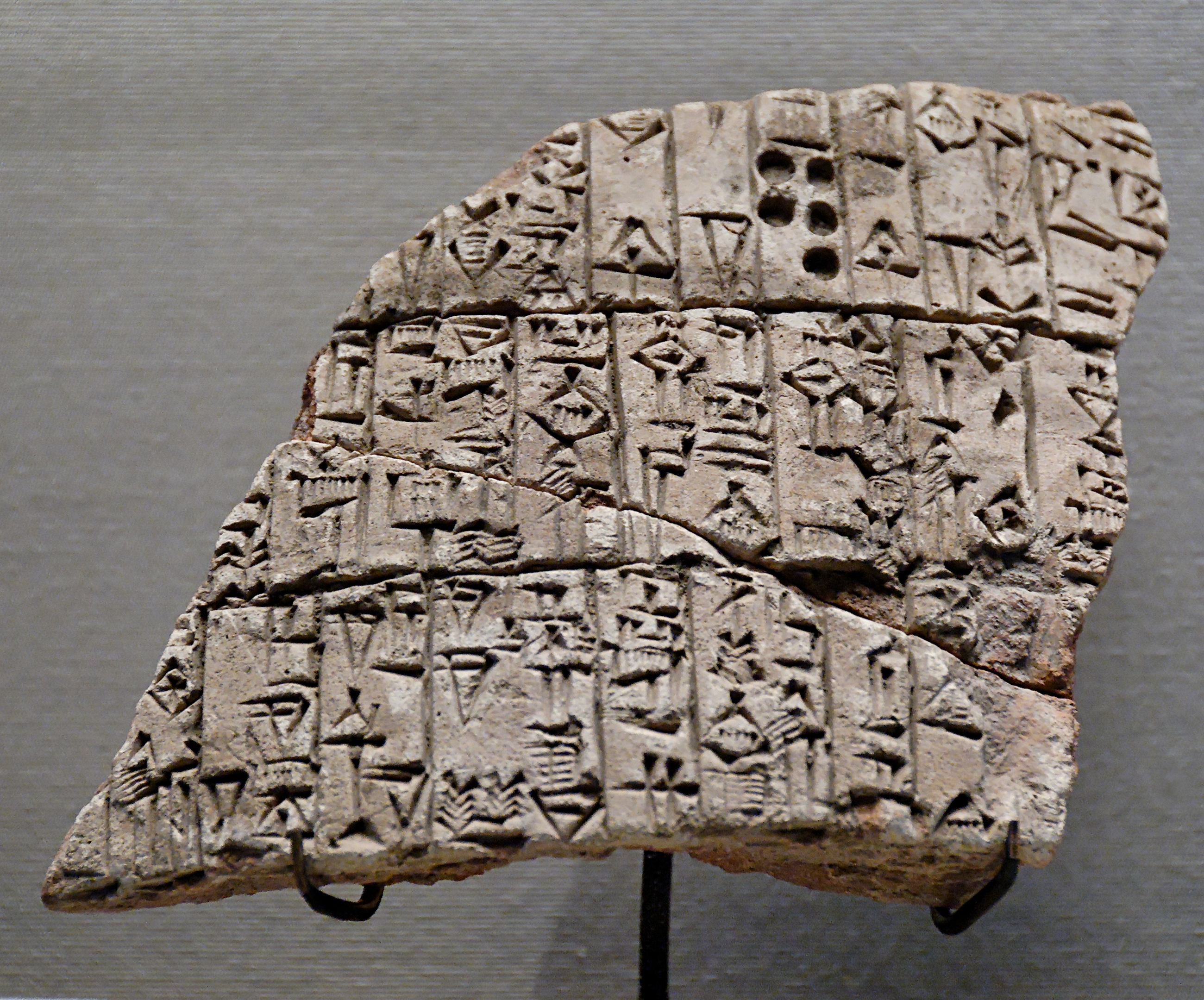
Fragment av reformerna.

Uru-inim-gina, Uruinimgina eller Uru-Ka-gina var furste i den sumeriska stadsstaten Lagash omkring 2351 f.Kr.-2340 f.Kr. och är framför allt känd för en skrift vilken i första person redogör för politiska och juridiska reformer som ska ha initierats av Uru-inim-gina. 